# Subbass
Der Subbass (oder Unterbass, französisch: Soubasse) ist ein meistens gedacktes Labialregister zu 16′ oder 32′ im Pedalwerk der Orgel. Die offene Bauweise ist selten. Die Pfeifen sind meistens aus Holz gefertigt. Der Klang ist rund und grundtönig, sehr obertonarm, „dunkel“ und „unbestimmt“.
Ein Quintieren (Duodezime tritt klanglich hervor) ist nicht erwünscht und zeugt von einer schlechten Qualität des Registers. Der gedackte Subbass 16′ ist selbst in den meisten Kleinorgeln mit eigenem Pedalwerk vorhanden und bildet die klangliche Basis des Pedals.

## Geschichte
Die frühesten Belege finden sich im letzten Drittel des 16. Jahrhunderts. Meister Andreas baute 1564 für St. Paulus in Hildesheim ein Register „Grober unter Baß“, Fabian Peters sagte 1575 den Bau eines „Unterbas“ 32′ für den Greifswalder Dom zu und Julius Anthoni Friese schuf 1583–1585 einen „Groß UnterBaß“ 32′ sowie einen „UnterBaß“ 16′ für die Danziger Marienkirche. Alle diese Register standen auf der Windlade des Manualwerk und waren voll ausgebaut. Der Name bezeichnet in diesen Fällen das tiefste Manualregister, das mittels einer Transmission im Pedal spielbar war. Zeitgleich daneben gab es den Subbass als eigenständiges Pedalregister. Frühe Bezeugungen finden sich bei Gabriel Raphael Rodensteen (Schlaggenwald, St. Georg, 1578), Michael Schmied (Stiftskirche Stuttgart, 1580) und Heinrich Compenius dem Älteren („Gedacten Unterbaß Contra pedaliter“ für den Fritzlarer Dom, 1588–1590). Compenius stellte ihn auf die Oberwerkslade, er war aber nur vom Pedal aus spielbar. Die Bauweise konnte durch die Attribute  „gedeckt“ oder „offen“(dann auf eigener Lade) erklärt werden. Ein Subbass im Prospekt mit Prinzipalmensur hieß „Principal Unterbass“ oder „Principal Subbass“.
Ab der zweiten Hälfte des 17. Jahrhunderts wurde der Alternativname „Unterbass“ nicht mehr verwendet und das Register auch nicht mehr auf Manualladen (mit Pedaltransmission) gebaut. Wurde im 18. und frühen 19. Jahrhundert der Subbass offen oder gedackt und meist aus Holz in 16′- und seltener 32′-Lage gefertigt, war der Subbass im späten 19. und 20. Jahrhundert fast ausschließlich ein gedacktes Holzregister in 16′-Lage mit weiter Mensur. Die Bezeichnung „Subbass“ war zunächst in Mittel- und Nordostdeutschland beheimatet und findet sich ab dem Ende des 16. Jahrhunderts in Württemberg und Böhmen, zu Beginn des 17. Jahrhunderts in Bayern und Österreich, in West- und dem übrigen Norddeutschland erst ab dem 18. Jahrhundert, in den Niederlanden im Laufe des 18. Jahrhunderts und in Frankreich 1842 bei Aristide Cavaillé-Coll, in England ab der zweiten Hälfte des 19. Jahrhunderts und in Italien ab 1890.